# Демидов, Владимир Александрович
Владимир Александрович Демидов (род. 19 января 1964, Москва) — советский и российский футболист, центральный защитник, известный по выступлениям за московское и минское «Динамо». Мастер спорта СССР.

## Карьера
Воспитанник футбольной школы «Динамо» (Москва). С 1981 года играл за дублирующий состав команды и за сборные СССР младших возрастов. 14 апреля 1984 года дебютировал в основном составе «Динамо». Всего за московское «Динамо» сыграл 89 матчей, из них 42 в чемпионате СССР, голов не забивал.
В 1989 году Владимир Демидов перешёл в минское «Динамо», имел там больше игровой практики чем в Москве, и за три сезона сыграл 46 матчей.
В сезоне 1991/92 пробовал свои силы в мини-футболе в составе клуба КСМ-24.
В 1992 году уехал играть в Швецию, три года провёл в клубе второго дивизиона «Кируна ФФ», в дальнейшем играл за любительские клубы Швеции.

## Достижения
- Серебряный призёр чемпионата СССР 1986.